# Бугаївка (Чугуївський район)
Бугаївка (у 1920—2016 роках — Революційне) — село в Україні, у Вовчанській міській громаді Чугуївського району Харківської області. Населення становить 803 осіб. До 2020 року орган місцевого самоврядування — Бугаївська сільська рада.

## Географія
Село Бугаївка знаходиться на лівому березі Печенізького водосховища (річка Сіверський Донець), примикає до села Березники, на протилежному березі розташоване село Рубіжне. Село оточене лісовими масивами (сосна), на березі багато будинків відпочинку, через село проходить автошлях Т 2104.

## Історія
- 1640 рік — засноване як село Бугаївка.
- 1920 рік — перейменоване на село Революційне.
- Село постраждало внаслідок геноциду українського народу, проведеного урядом СРСР у 1932—1933 роках, кількість встановлених жертв — 318 осіб[1].
- 19 травня 2016 року — постановою ВР України перейменоване на село Бугаївка (повернуто історичну назву).
- 12 червня 2020 року, відповідно до Розпорядження Кабінету Міністрів України  № 725-р «Про визначення адміністративних центрів та затвердження територій територіальних громад Харківської області», увійшло до складу Вовчанської міської громади[2].
- 19 липня 2020 року, в результаті адміністративно-територіальної реформи та ліквідації Вовчанського району, село увійшло до складу Чугуївського району[3].

## = Російське вторгнення в Україну
Село під час російського широкомасштабного вторгнення до України піддавалось обстрілам російських військ. Зокрема, внаслідок російського обстрілу 22 вересня 2024 року  загострілася лісова підстилка і трава на території Рубіжанського лісництва на площі 1 га.

## Економіка
- У селі є машинно-тракторна майстерня.
- Цех з перероблення дерева «DOC», пилорама.
- База відпочинку «Блакитна затока», база відпочинку ВАТ «Турбоатом».
- «Пролісок», база відпочинку Національного аерокосмічного університету імені М. Є. Жуковського «ХАІ».
- База відпочинку ФТІНТ НАН України.
- «Берізка», база відпочинку КП «Харківські обласні теплові мережі».
- База відпочинку «Росинка».

## Об'єкти соціальної сфери
- Школа.
- Будинок культури.
- Дитячий садок.
- Медичний пункт.
- Спортивний майданчик.

## Галерея

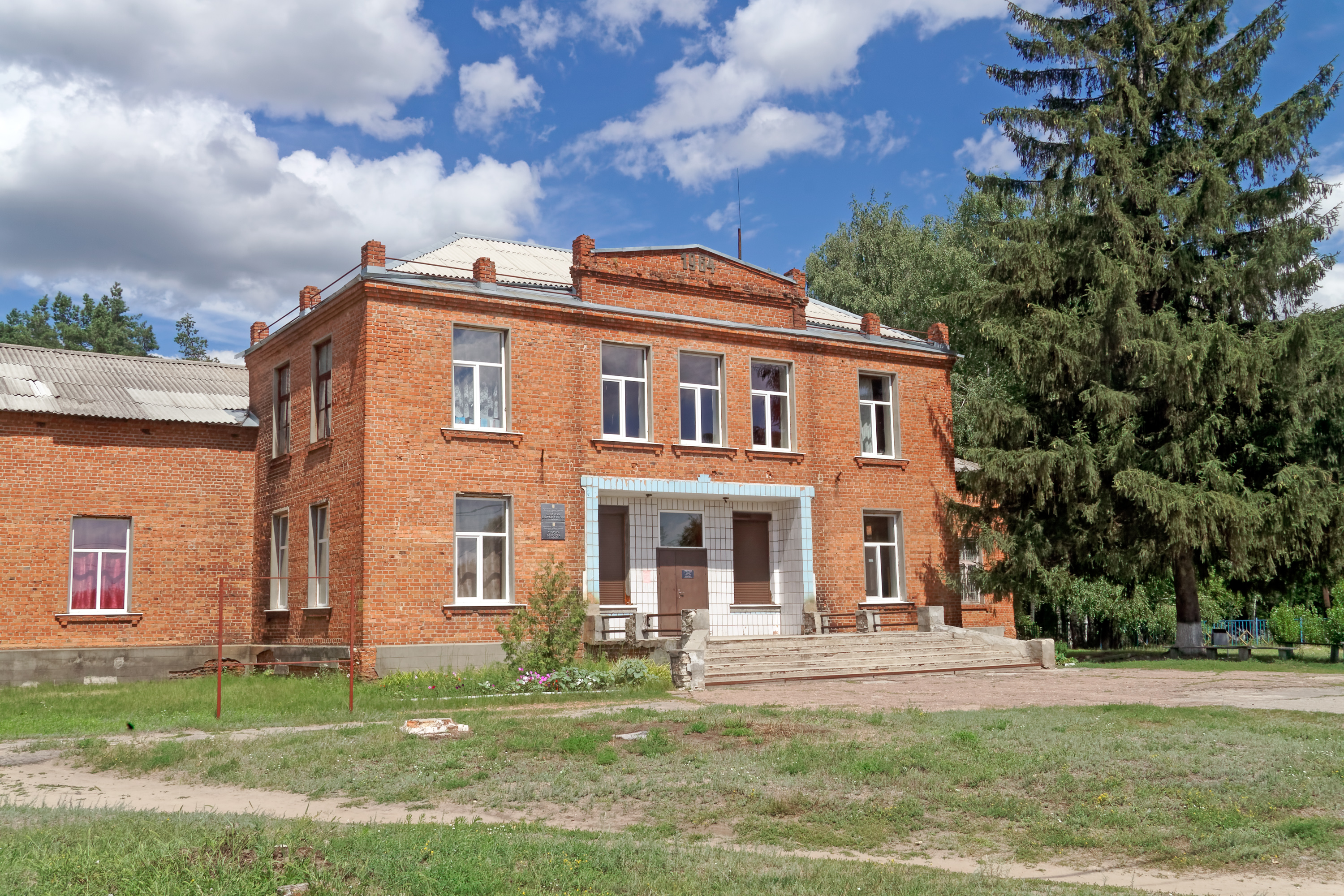
Клуб
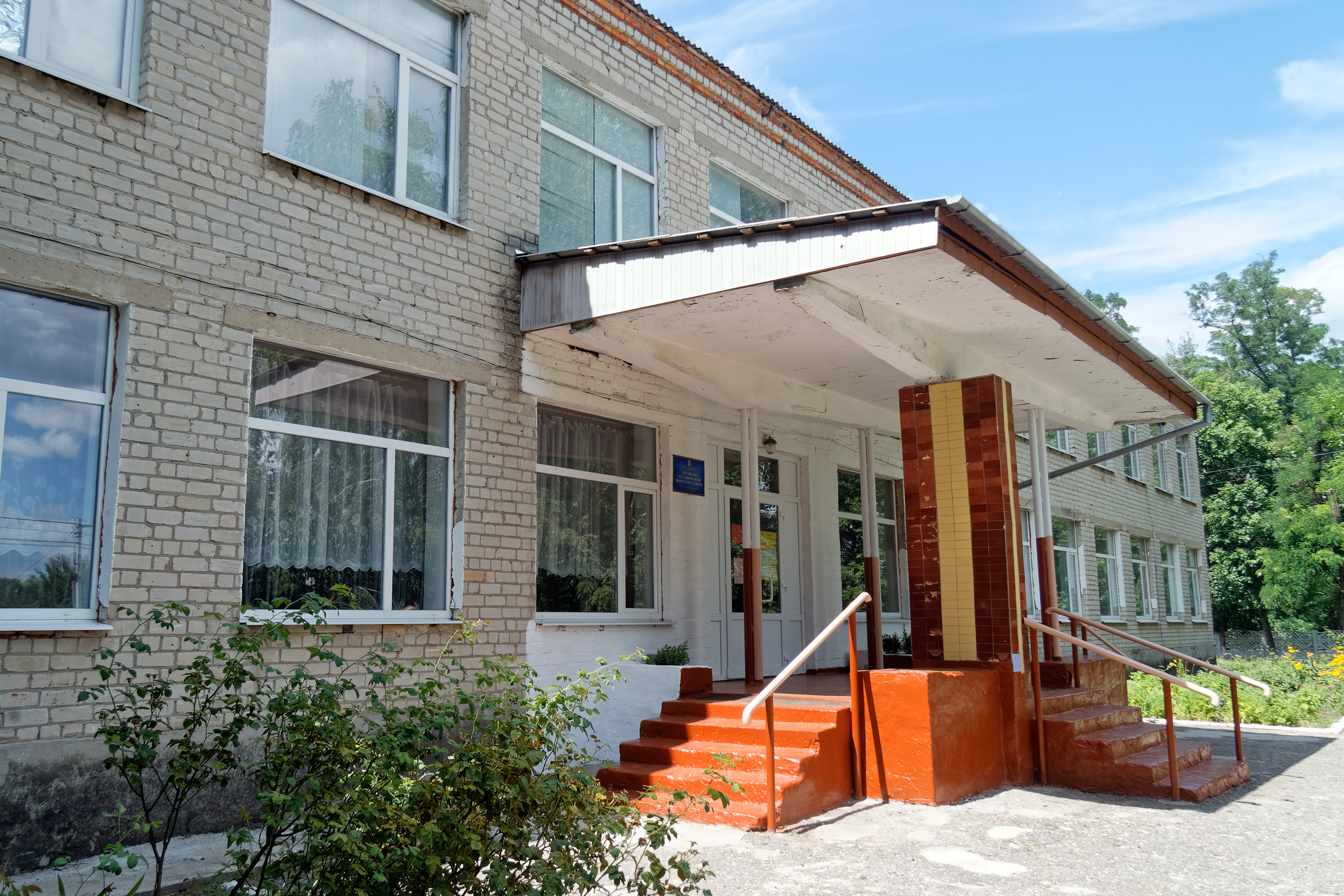
Школа
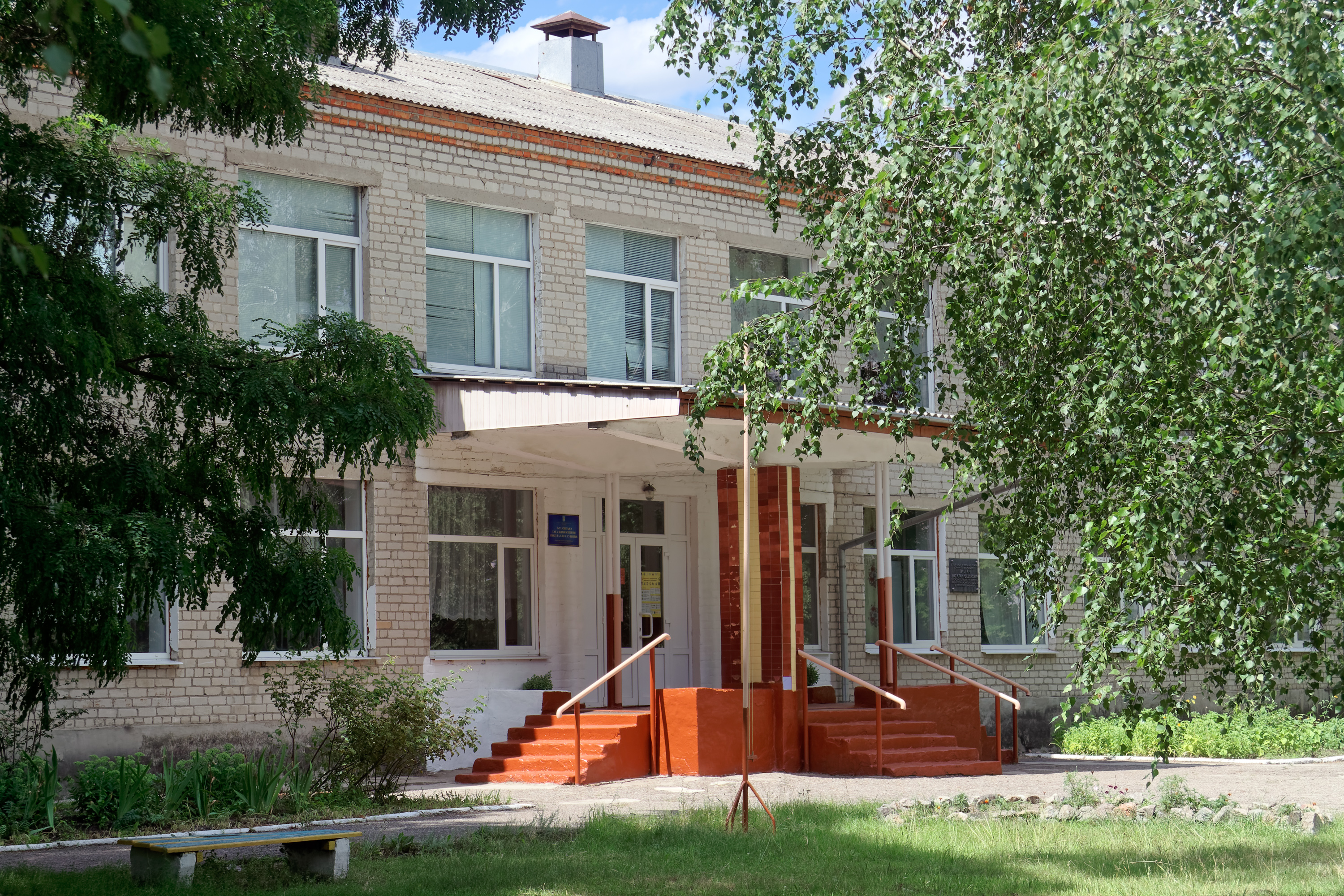
Школа
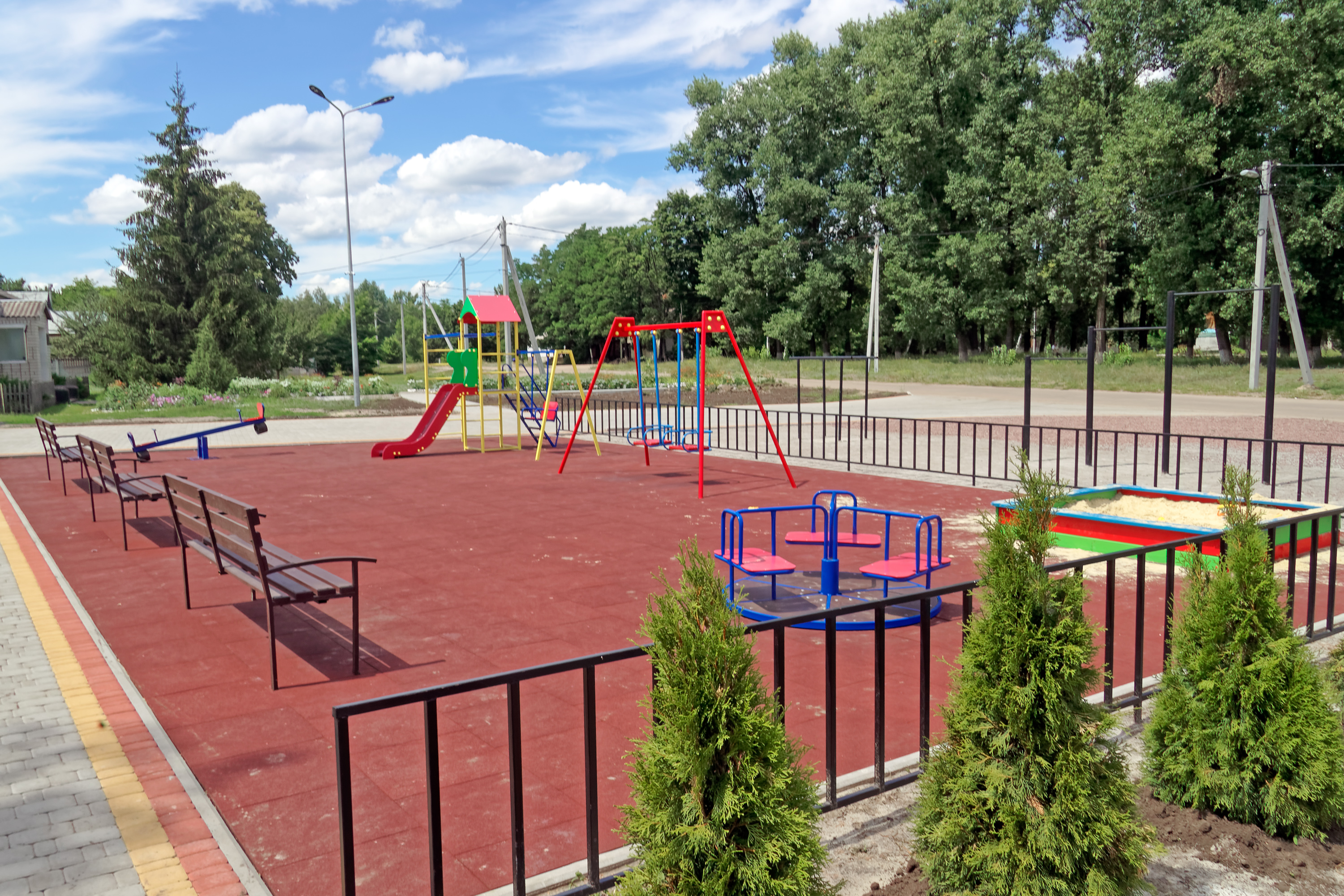
Дитячий майданчик
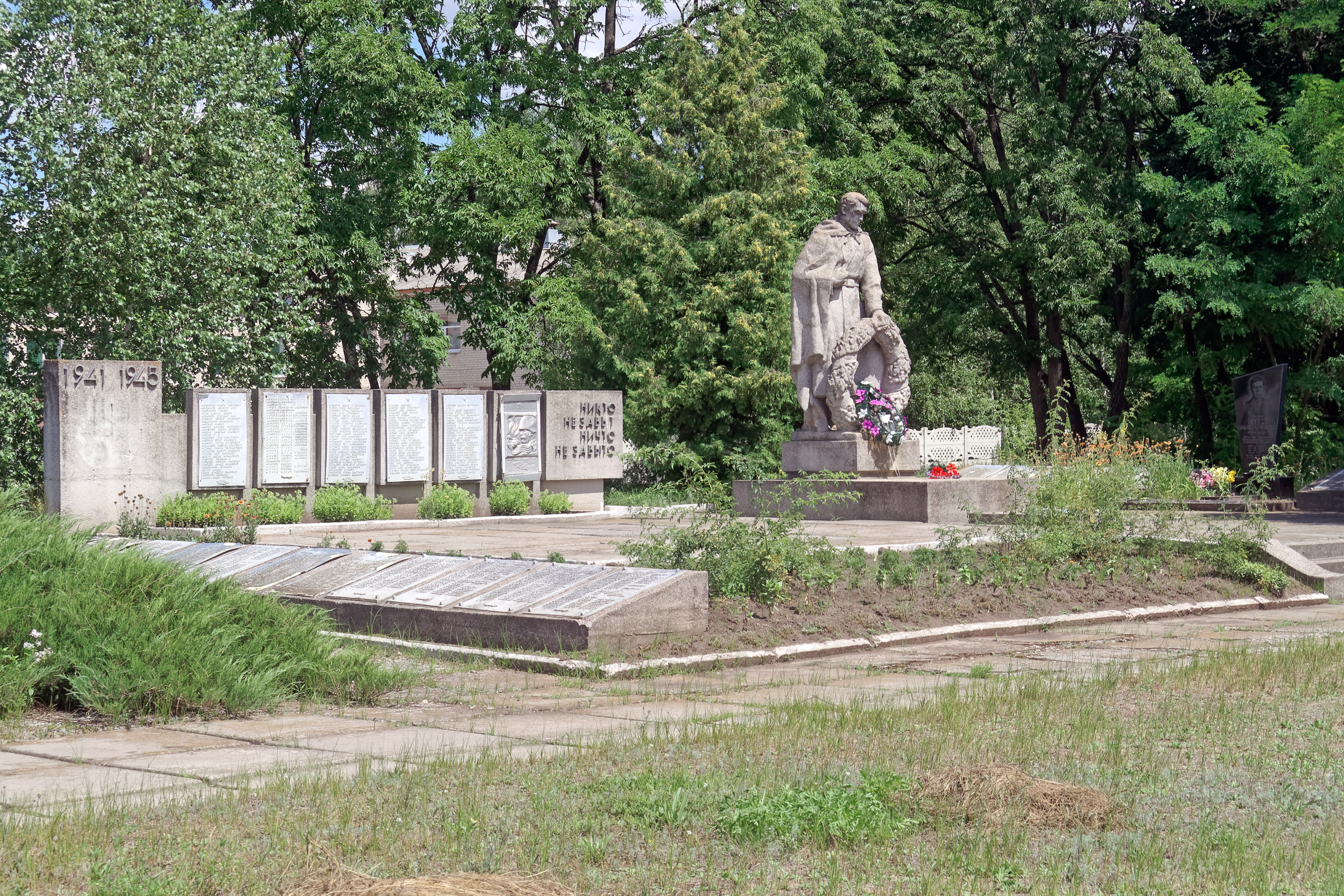
Меморіал загиблим під час німецько-радянської війни
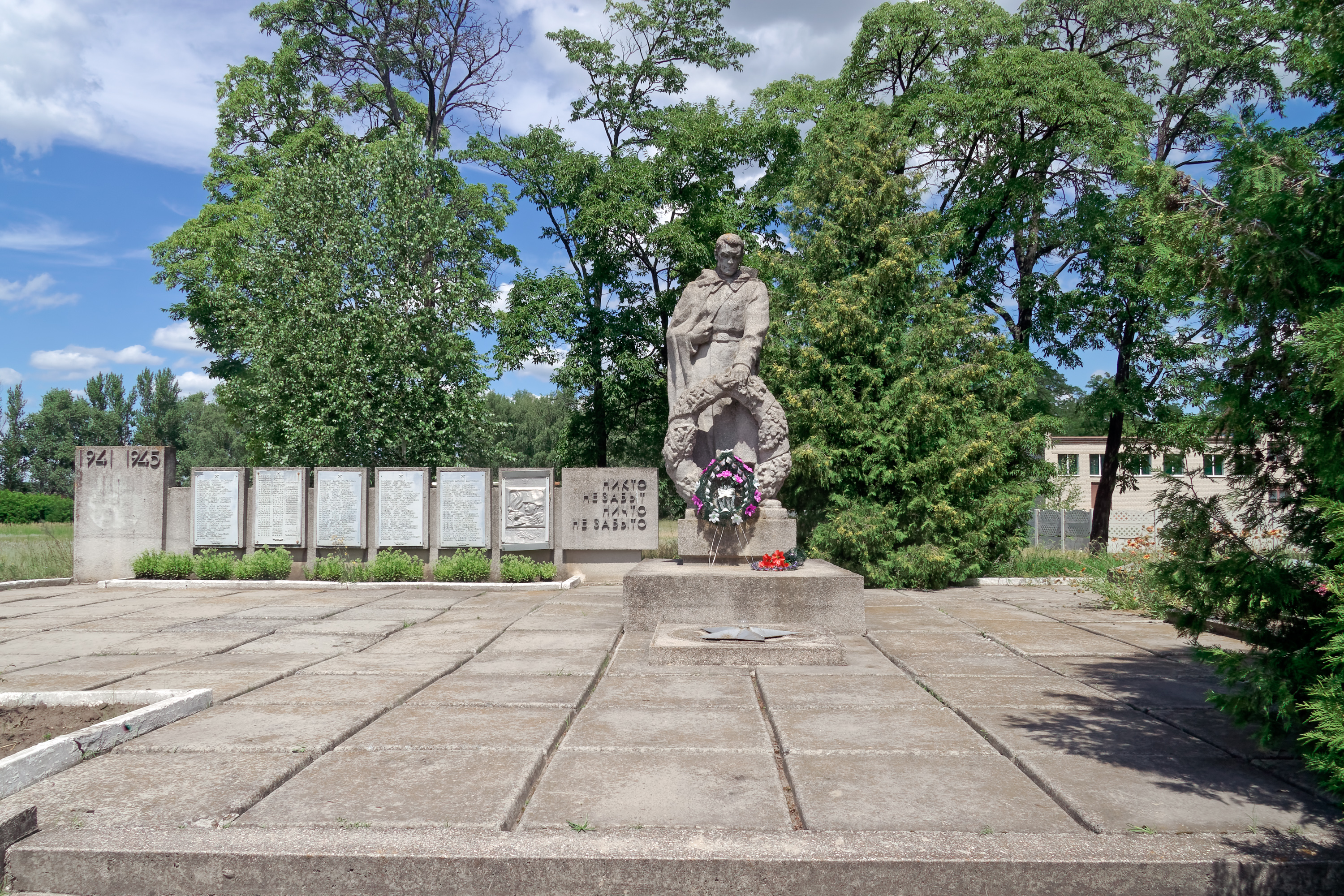
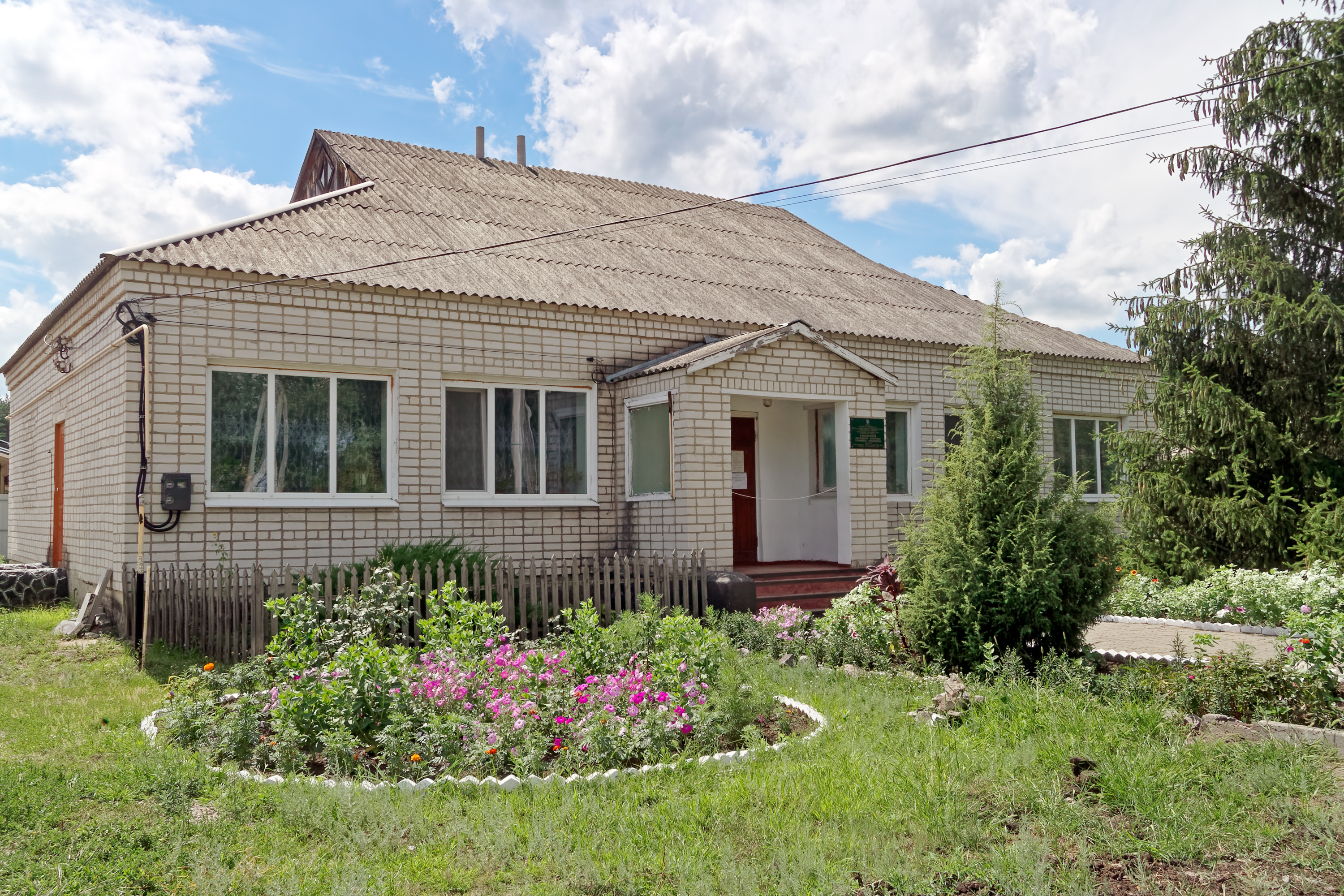
Амбулаторія
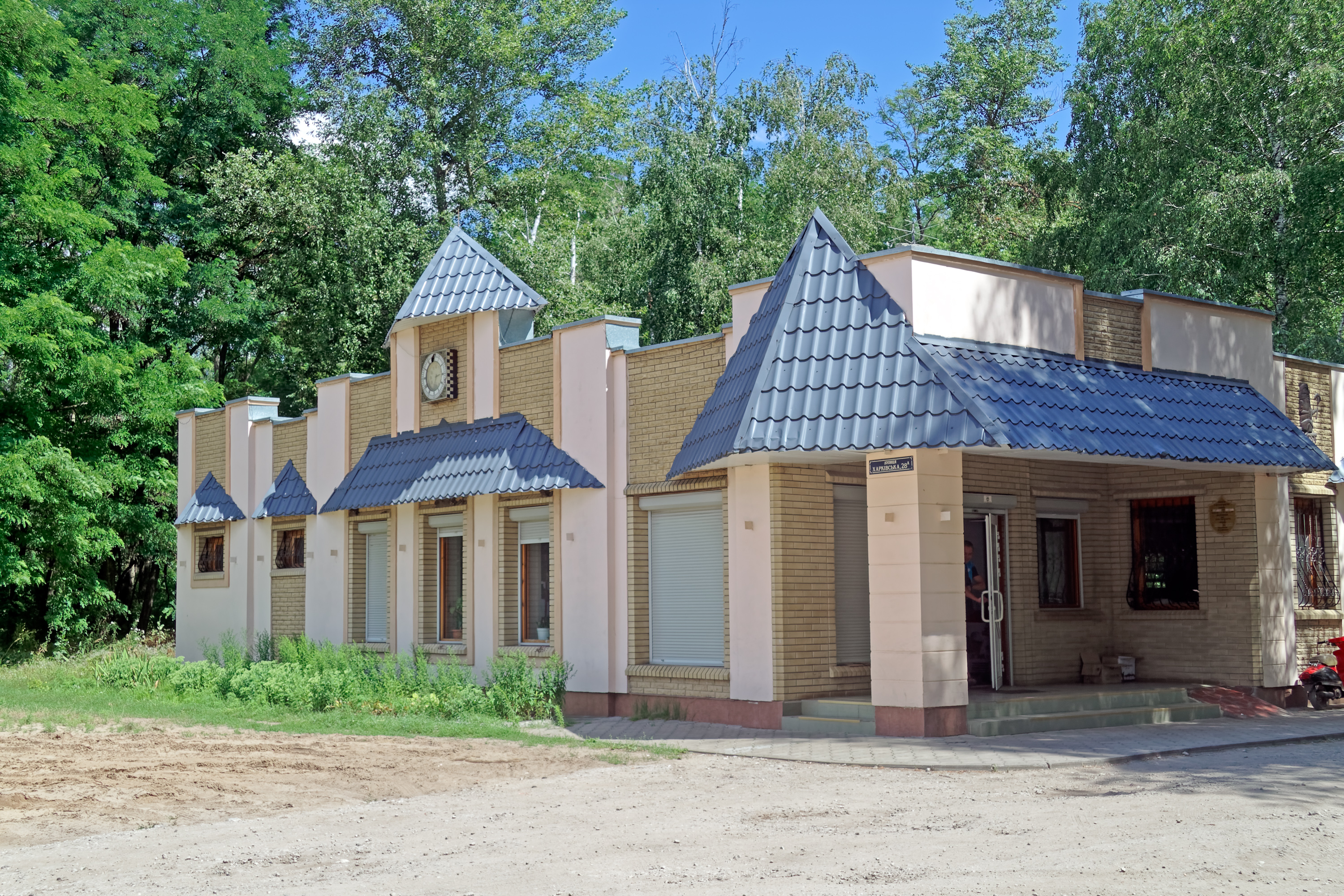
Магазин
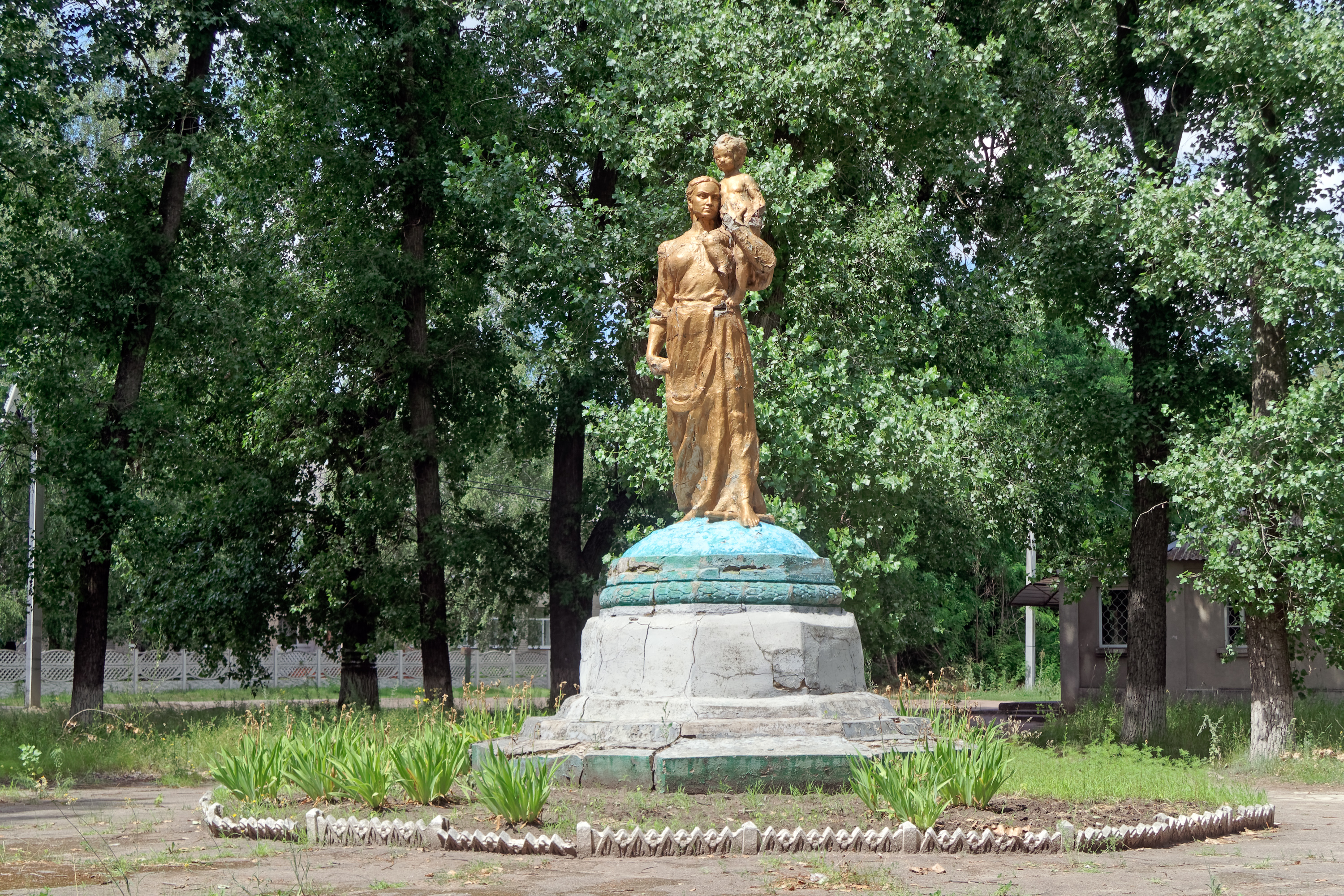
Скульптура
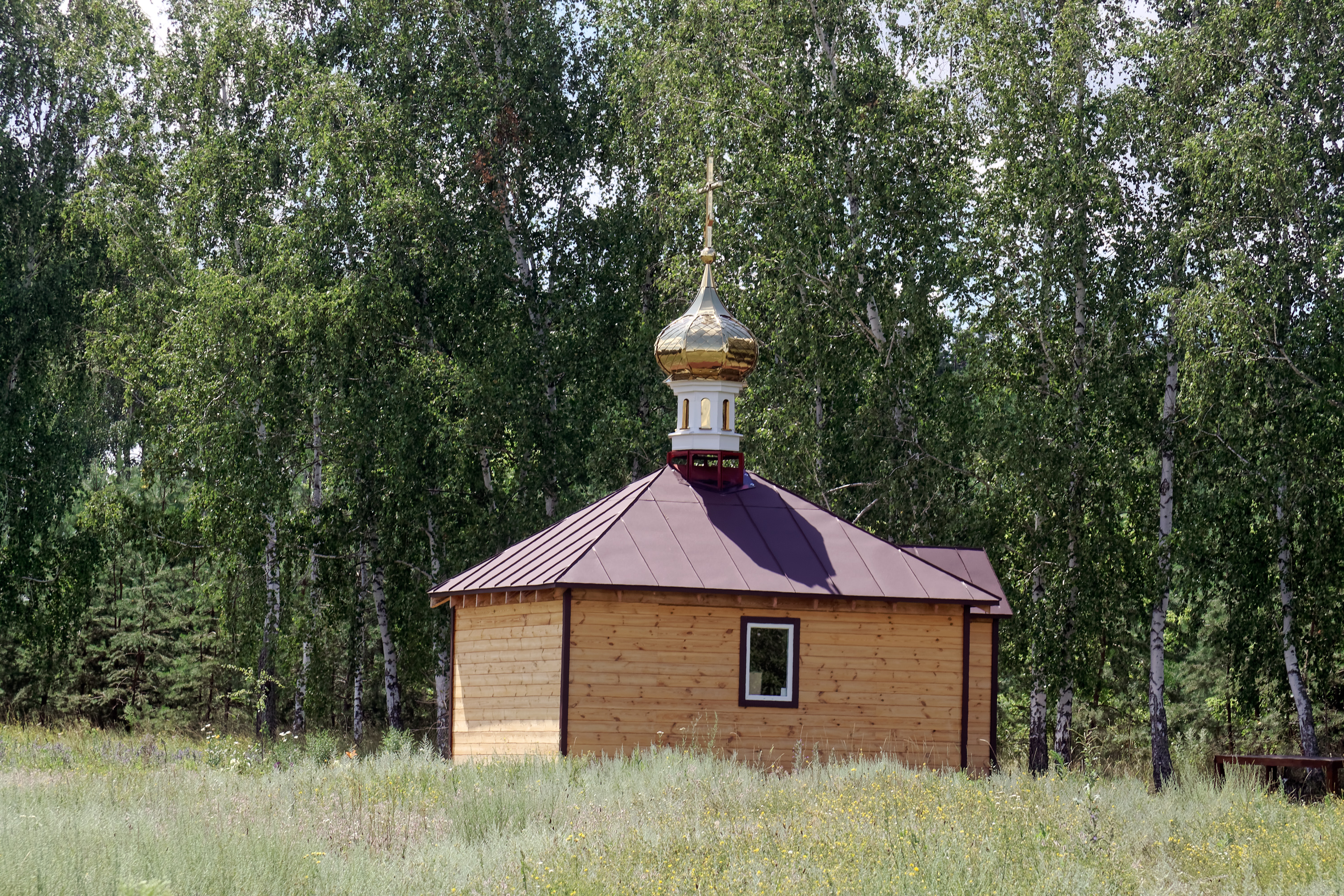
Храм апостола Андрія Первозваного УПЦ (МП)
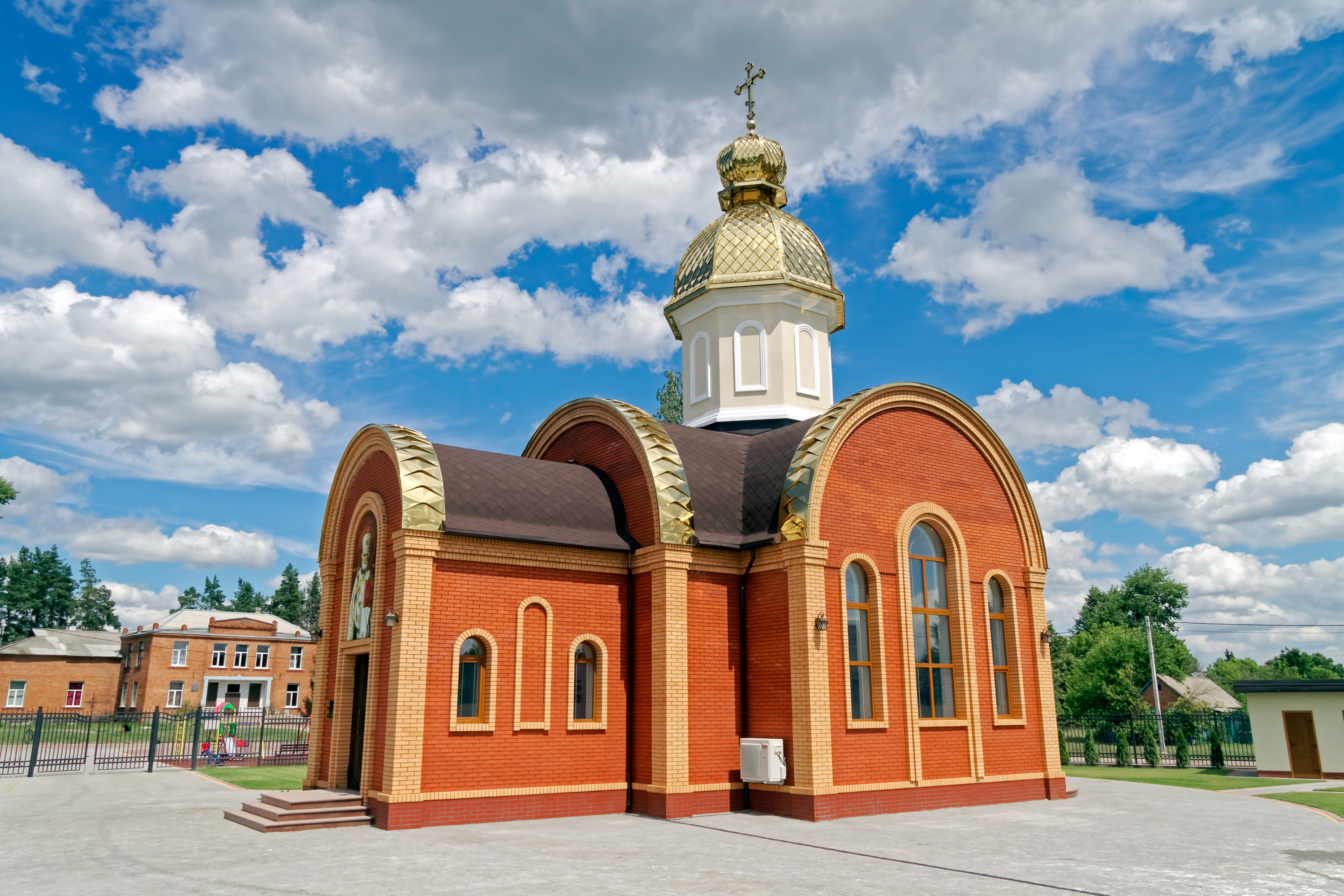
Храм Святителя Миколая Чудотворця (УПЦ КП). Заснований у 2019 р.
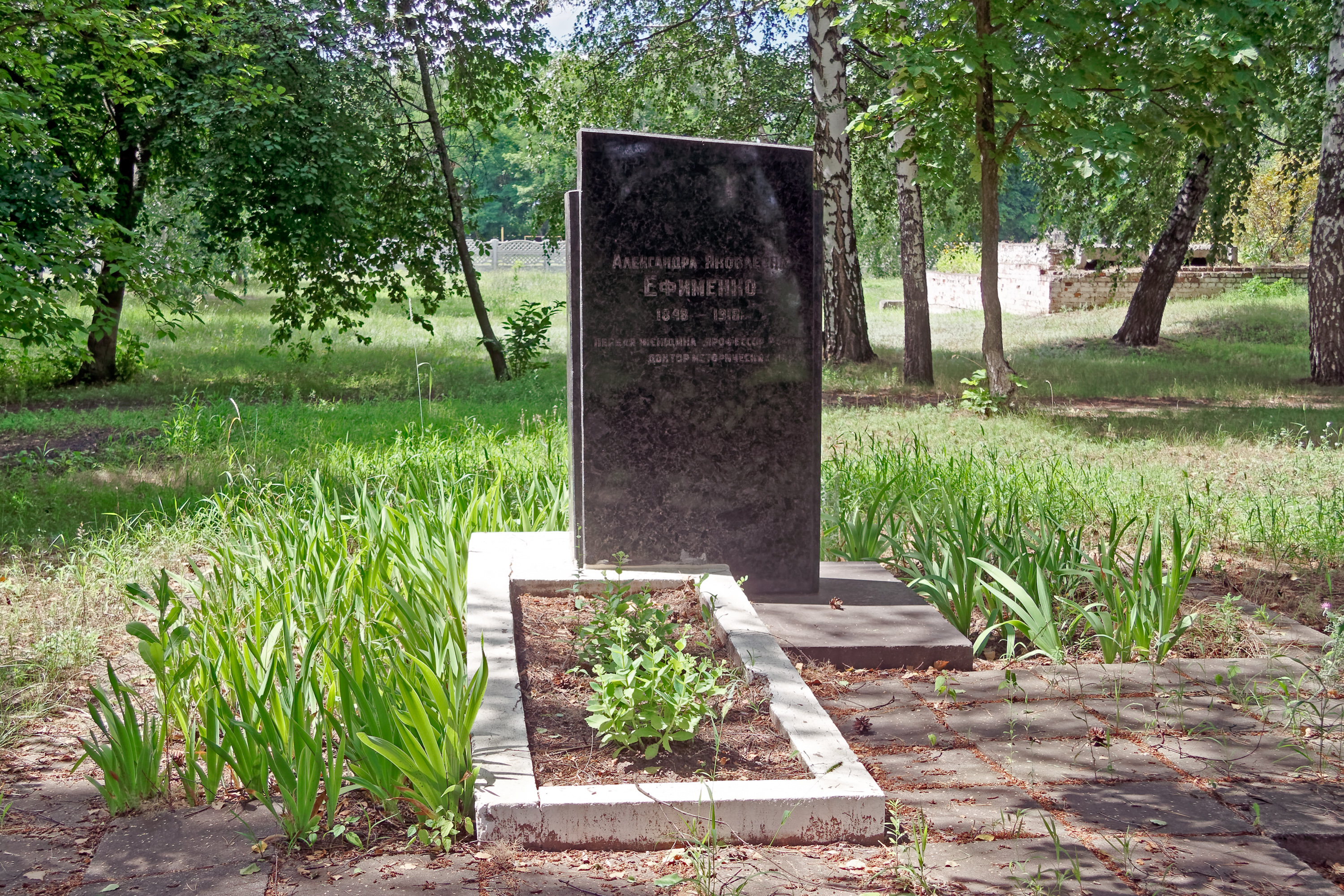
Могила доктора історичних наук, професора Олександри Яківни Єфименко на території Бугаївської загальноосвітньої школи I—III ступенів.
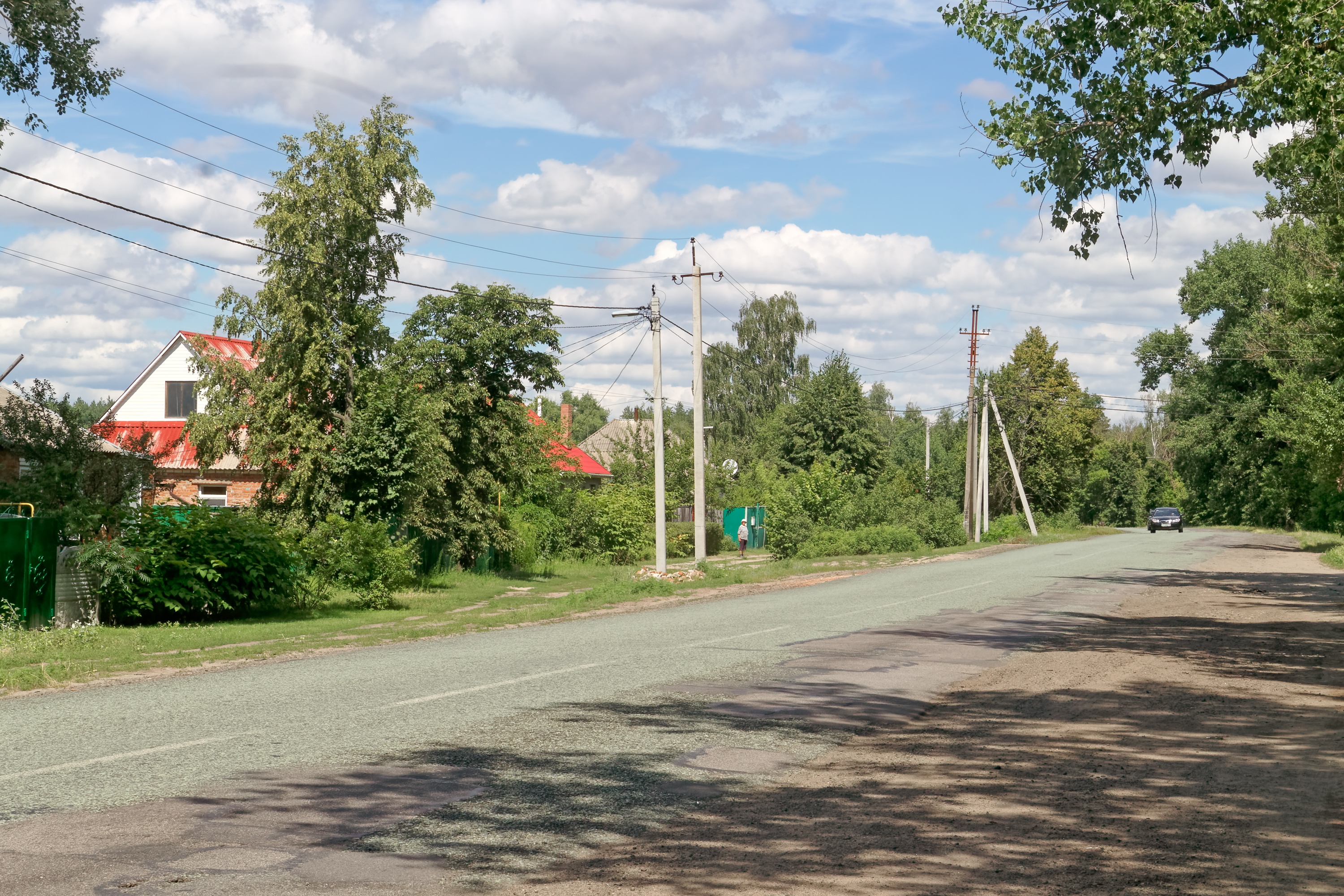
Вулиця у селі
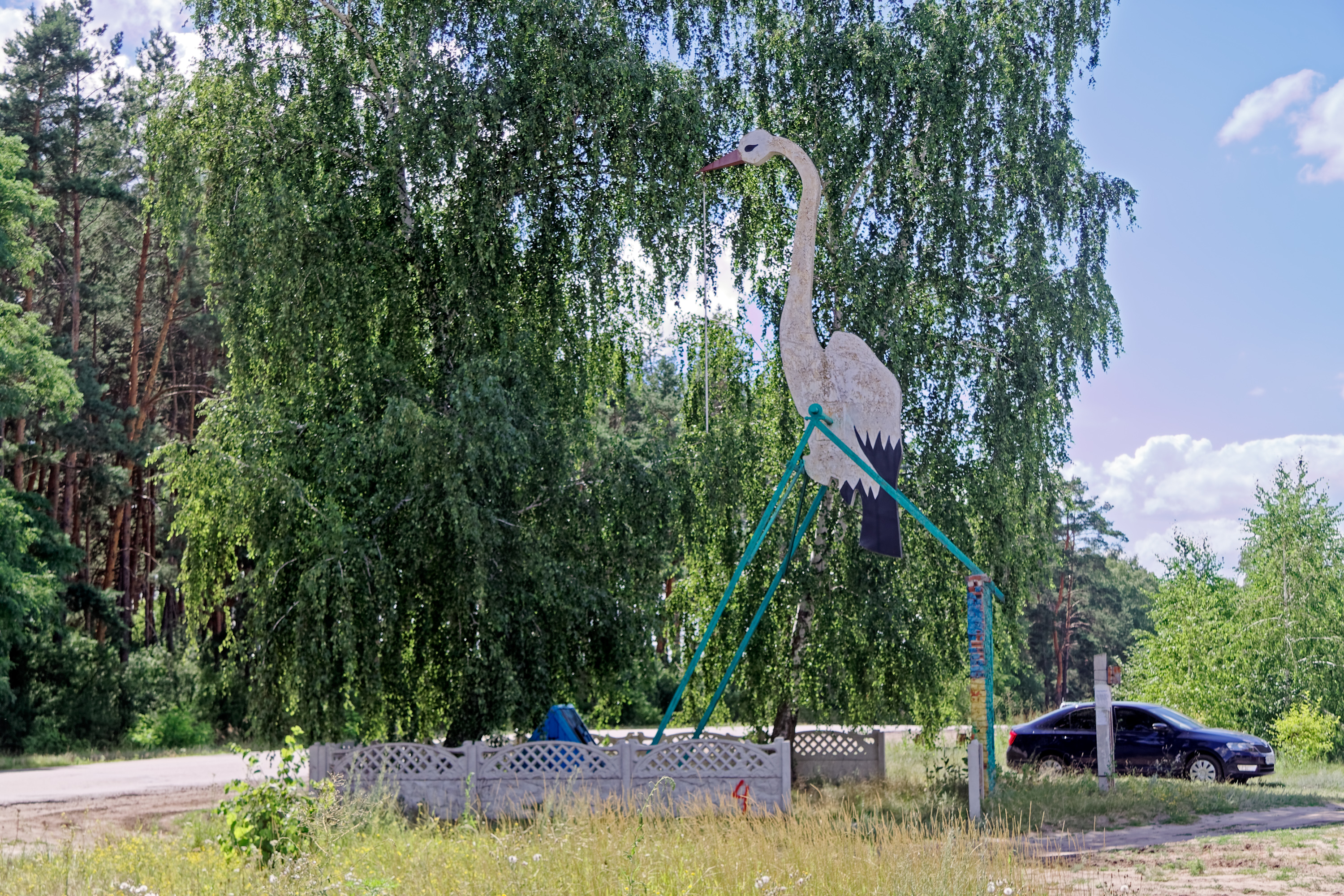
Колодязь